# CBR4
CBR4 (англ. Carbonyl reductase 4) – білок, який кодується однойменним геном, розташованим у людей на 4-й хромосомі. Довжина поліпептидного ланцюга білка становить 237 амінокислот, а молекулярна маса — 25 301.
| 10         |  | 20         |  | 30         |  | 40         |  | 50         |
| ---------- |  | ---------- |  | ---------- |  | ---------- |  | ---------- |
| MDKVCAVFGG |  | SRGIGRAVAQ |  | LMARKGYRLA |  | VIARNLEGAK |  | AAAGDLGGDH |
| LAFSCDVAKE |  | HDVQNTFEEL |  | EKHLGRVNFL |  | VNAAGINRDG |  | LLVRTKTEDM |
| VSQLHTNLLG |  | SMLTCKAAMR |  | TMIQQQGGSI |  | VNVGSIVGLK |  | GNSGQSVYSA |
| SKGGLVGFSR |  | ALAKEVARKK |  | IRVNVVAPGF |  | VHTDMTKDLK |  | EEHLKKNIPL |
| GRFGETIEVA |  | HAVVFLLESP |  | YITGHVLVVD |  | GGLQLIL    |  |            |

A: Аланін

C: Цистеїн

D: Аспарагінова кислота

E: Глутамінова кислота

F: Фенілаланін

G: Гліцин

H: Гістидин

I: Ізолейцин

K: Лізин

L: Лейцин

M: Метіонін

N: Аспарагін

P: Пролін

Q: Глутамін

R: Аргінін

S: Серин

T: Треонін

V: Валін

Кодований геном білок за функцією належить до оксидоредуктаз. 
Задіяний у таких біологічних процесах, як метаболізм жирних кислот, метаболізм ліпідів, біосинтез жирних кислот, біосинтез ліпідів, ацетилювання, альтернативний сплайсинг. 
Білок має сайт для зв'язування з НАД, НАДФ. 
Локалізований у мітохондрії.